# Bernice Thurkow
Bernice Thurkow (Heerenveen, 13 september 2006) is een voormalig voetbalspeelster uit Nederland. Ze speelde als middenvelder voor sc Heerenveen in de Vrouwen Eredivisie.

## Carrière
Thurkow begon haar carrière bij de Heerenveense Boys in Heerenveen. In 2020 stapte ze over naar Sc Heerenveen. Op 27 januari 2023 maakte Thurkow haar debuut voor sc Heerenveen in de Vrouwen Eredivisie in een uitwedstrijd tegen FC Twente door in te vallen voor Amelie Hoendermis in de 46ste minuut.
Thurkow tekende haar eerste contract voor sc Heerenveen op 3 juli 2023. Door blessureleed kwam ze in het seizoen 2023/24 niet veel aan spelen toe. sc Heerenveen besloot op 10 juli 2024 het aflopende contract van Thurkow met een jaar te verlengen. sc Heerenveen maakte op 12 mei 2025 bekend dat Thurkow had besloten aan het einde van het seizoen 2024/25 een punt achter haar profcarrière te zetten om voor een maatschappelijke carrière te kunnen gaan.

## Statistieken
| Seizoen | Club          | Land      | Competitie | Wedstrijden | Doelpunten |
| ------- | ------------- | --------- | ---------- | ----------- | ---------- |
| 2022/23 | sc Heerenveen | Nederland | Eredivisie | 5           | 0          |
| 2023/24 | ac Heerenveen | Nederland | Eredivisie | 3           | 0          |
| 2024/25 | sc Heerenveen | Nederland | Eredivisie | 0           | 0          |
| Totaal  | Totaal        | Totaal    | Totaal     | 8           | 0          |

Laatste update: 4 augustus 2025